# Catumbi
Catumbi és un barri de la Zona Central de Rio de Janeiro, a Brasil. Limita amb els barris d'Estácio, Cidade Nova, Centro), Santa Teresa i Rio Comprido.

## Topònim
Catumbi deriva del terme tupí ca'á-t-übi, que vol dir "la fulla blava". Significa tant el nom d'una dansa com el nom d'un joc d'atzar.

## Història

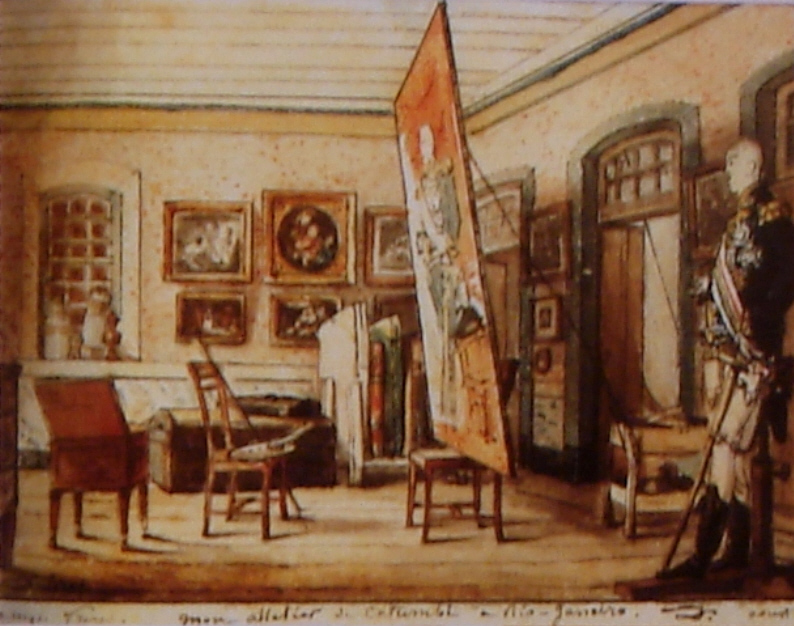
"Meu Ateliê do Catumby no Rio de Janeiro", quadre de Jean-Baptiste Debret de 1816

És un dels barris més antics de la ciutat. En els seus inicis, era una vall humida i obaga per on corria un riu que naixia en el morro de Santa Teresa, les aigües de la qual es feien servir per regar els camps de canya de sucre. Avui està canalitzat i pansa sota el Cementiri del Catumbi.
Les plantacions van donar lloc a sobrados (cases de més d'un pis) en l'època colonial. A finalitats del segle xix, la regió era un raval de classe mitjana alta, com expliquen les obres de l'escriptor Joaquim Maria Machado de Assis
A partir del segle xix, els gitanos van començar a instal·lar-se al barri, transformant-lo en un reducte d'aquesta comunitat fins als dies actuals.
A partir del segle xx, amb l'expansió de la xarxa urbana en altres direccions, el barri va entrar en decadència. En la dècada del 1970, la construcció del túnel Santa Bàrbara va contribuir a aquest procés, transformant el barri en un corredor urbà.
El barri acull el Cementiri de San Francisco de Paula, on es troben enterrats, entre d'altres, els músics Francisco Manuel da Silva, Chiquinha Gonzaga i Catulo de la Pasión Cearense, a més de grans titulars de l'Imperi, com el Vescompte de Itamaraty, Marquês de Olinda i el Vescompte de Mauá.